# Andes bistriatus
Andes bistriatus är en insektsart som beskrevs av Synave 1960. Andes bistriatus ingår i släktet Andes och familjen kilstritar. Inga underarter finns listade i Catalogue of Life.